# 이와카베 히로야
이와카베 히로야(일본어: 岩壁 裕也, 1994년 5월 17일~)는 일본의 축구 선수이다.

## 구단 경력
그는 2013년부터 2016년까지 도카이 대학에서 활동하였다. 2017년 J3리그의 YSCC 요코하마에 입단했다.